# Jason Richardson (cestista)
Jason Anthoney Richardson (Saginaw, 20 gennaio 1981) è un ex cestista statunitense che ha ricoperto il ruolo di guardia tiratrice in NBA.

## Carriera
Fu scelto con il nº 5 nel draft NBA 2001 dai Golden State Warriors, proveniente dalla Michigan State University, con la quale vinse anche un titolo NCAA.
J-Rich vinse il titolo di MVP della T-Mobile Rookie Challenge del 2002 e la NBA Slam Dunk Contest del 2002 e del 2003, eguagliando così Michael Jordan, che era stato l'unico a vincerla per due edizioni consecutive. Nel 2003 vinse la competizione con una schiacciata che sbalordì tutti: partendo da un lato del campo da gioco, effettua un alley-oop a sé stesso, poi salta, fa passare la palla fra le gambe e schiaccia con una mano. Con il passare delle stagioni, migliora sempre di più anche gli altri fondamentali del basket, come il tiro da tre, i rimbalzi e gli assist, alzando sempre di più le sue medie. Nella stagione 2005-06 terminò con 23,2 punti di media a partita; nonostante ciò i Warriors terminarono la stagione al 13º posto.
Uno dei momenti più importanti nella carriera di J.R. è stato nella partita contro i Mavericks quando a 4,7 secondi dalla fine, con 2 punti di svantaggio, Jason Terry sbaglia un tiro libero: Richardson prende il rimbalzo e si avvia verso il canestro avversario, superando con una finta a 360° l'avversario e tirando verso il canestro completamente scoordinato: mette a segno il canestro che vale la vittoria della squadra, con l'ovazione del pubblico presente nel palazzetto.
Il 28 giugno 2007, in occasione del draft NBA 2007, passa agli Charlotte Bobcats.
Il 10 dicembre 2008 viene ceduto insieme a Jared Dudley ed una seconda scelta al draft 2010 ai Phoenix Suns in cambio di Raja Bell, Boris Diaw e Sean Singletary.
Nel dicembre 2010 viene ceduto insieme a Hidayet Türkoğlu e Earl Clark agli Orlando Magic, in cambio di Vince Carter, Marcin Gortat, Mickaël Piétrus, una prima scelta al draft 2011 e 3 milioni di dollari. Nel dicembre 2011 rinnova il suo contratto con i Magic, firmando un quinquennale da 25 milioni di dollari.
Il 10 agosto 2012 viene ceduto ai Philadelphia 76ers nell'ambito della trade che ha portato Dwight Howard ai Los Angeles Lakers. Nel gennaio successivo, dopo aver giocato appena 33 partite, è costretto a sottoporsi ad un intervento al ginocchio che lo costringe a saltare tutto il resto di stagione e anche quella successiva. Il 18 febbraio 2015 ha sostenuto il suo primo allenamento completo dopo 762 giorni di assenza. Due giorni dopo ha fatto il suo ritorno in campo contro gli Indiana Pacers, realizzando 7 punti, 7 rimbalzi, 2 assist, 2 palle rubate e 1 stoppata in 18 minuti di gioco.
Il 18 agosto 2015 firma un contratto non garantito con gli Atlanta Hawks, ma appena un mese dopo è costretto a sottoporsi ad una risonanza magnetica al ginocchio che ha rivelato un'osteofita. Il successivo 23 settembre ha annunciato il suo ritiro, affermando che se avesse continuato a giocare avrebbe potuto subire danni motori permanenti.

## Statistiche
| † | Denota le stagioni in cui ha vinto il titolo |

### NCAA
| Anno       | Squadra      | PG | PT | MP   | TC%  | 3P%  | TL%  | RP  | AP  | PRP | SP  | PP   |
| ---------- | ------------ | -- | -- | ---- | ---- | ---- | ---- | --- | --- | --- | --- | ---- |
| 1999-2000† | MSU Spartans | 37 | -  | 15,7 | 50,3 | 29,6 | 54,8 | 4,1 | 0,6 | 0,5 | 0,2 | 5,1  |
| 2000-2001  | MSU Spartans | 33 | -  | 28,5 | 50,3 | 40,2 | 68,9 | 5,9 | 2,2 | 1,2 | 0,8 | 14,7 |
| Carriera   | Carriera     | 70 | -  | 21,7 | 50,3 | 38,3 | 64,9 | 5,0 | 1,4 | 0,8 | 0,5 | 9,6  |

### NBA

#### Regular season
| Anno      | Squadra            | PG  | PT  | MP   | TC%  | 3P%  | TL%  | RP  | AP  | PRP | SP  | PP   |
| --------- | ------------------ | --- | --- | ---- | ---- | ---- | ---- | --- | --- | --- | --- | ---- |
| 2001-2002 | G.S. Warriors      | 80  | 75  | 32,9 | 42,6 | 33,3 | 67,1 | 4,3 | 3,0 | 1,3 | 0,4 | 14,4 |
| 2002-2003 | G.S. Warriors      | 82  | 82  | 32,9 | 41,0 | 36,8 | 76,4 | 4,6 | 3,0 | 1,1 | 0,3 | 15,6 |
| 2003-2004 | G.S. Warriors      | 78  | 78  | 37,6 | 43,8 | 28,2 | 68,4 | 6,7 | 2,9 | 1,1 | 0,5 | 18,7 |
| 2004-2005 | G.S. Warriors      | 72  | 72  | 37,8 | 44,6 | 33,8 | 69,3 | 5,9 | 3,9 | 1,5 | 0,4 | 21,7 |
| 2005-2006 | G.S. Warriors      | 75  | 75  | 38,4 | 44,6 | 38,4 | 67,3 | 5,8 | 3,1 | 1,3 | 0,5 | 23,2 |
| 2006-2007 | G.S. Warriors      | 51  | 49  | 32,8 | 41,7 | 36,5 | 65,7 | 5,1 | 3,4 | 1,1 | 0,6 | 16,0 |
| 2007-2008 | Charlotte Bobcats  | 82  | 82  | 38,4 | 44,1 | 40,6 | 75,2 | 5,4 | 3,1 | 1,4 | 0,7 | 21,8 |
| 2008-2009 | Charlotte Bobcats  | 14  | 14  | 35,1 | 44,1 | 45,8 | 74,5 | 4,1 | 2,6 | 1,0 | 0,2 | 18,7 |
| 2008-2009 | Phoenix Suns       | 58  | 57  | 33,1 | 48,8 | 38,3 | 77,8 | 4,5 | 1,9 | 1,1 | 0,4 | 16,4 |
| 2009-2010 | Phoenix Suns       | 79  | 76  | 31,5 | 47,4 | 39,3 | 73,9 | 5,1 | 1,8 | 0,8 | 0,4 | 15,7 |
| 2010-2011 | Phoenix Suns       | 25  | 25  | 31,8 | 47,0 | 41,9 | 76,4 | 4,4 | 1,4 | 1,1 | 0,1 | 19,3 |
| 2010-2011 | Orlando Magic      | 55  | 55  | 34,9 | 43,3 | 38,4 | 70,1 | 4,0 | 2,0 | 1,2 | 0,2 | 13,9 |
| 2011-2012 | Orlando Magic      | 54  | 54  | 29,5 | 40,8 | 36,8 | 59,4 | 3,6 | 2,0 | 1,0 | 0,4 | 11,6 |
| 2012-2013 | Philadelphia 76ers | 33  | 33  | 28,4 | 40,2 | 34,1 | 60,6 | 3,8 | 1,5 | 1,2 | 0,5 | 10,5 |
| 2014-2015 | Philadelphia 76ers | 19  | 15  | 21,9 | 34,8 | 32,3 | 77,3 | 3,5 | 2,0 | 0,7 | 0,2 | 9,1  |
| Carriera  | Carriera           | 857 | 842 | 34,1 | 43,8 | 37,0 | 70,7 | 5,0 | 2,7 | 1,2 | 0,4 | 17,1 |

#### Play-off
| Anno     | Squadra       | PG | PT | MP   | TC%  | 3P%  | TL%   | RP  | AP  | PRP | SP  | PP   |
| -------- | ------------- | -- | -- | ---- | ---- | ---- | ----- | --- | --- | --- | --- | ---- |
| 2007     | G.S. Warriors | 11 | 11 | 38,9 | 47,6 | 35,4 | 70,4  | 6,7 | 2,0 | 1,3 | 0,5 | 19,1 |
| 2010     | Phoenix Suns  | 16 | 16 | 33,3 | 50,2 | 47,5 | 75,9  | 5,4 | 1,1 | 1,1 | 0,3 | 19,8 |
| 2011     | Orlando Magic | 5  | 5  | 30,6 | 33,3 | 32,0 | 100,0 | 4,0 | 1,2 | 0,6 | 0,4 | 10,0 |
| 2012     | Orlando Magic | 5  | 5  | 29,6 | 39,6 | 37,0 | 41,7  | 3,8 | 1,0 | 1,2 | 0,4 | 11,4 |
| Carriera | Carriera      | 37 | 37 | 34,1 | 46,5 | 40,4 | 72,4  | 5,4 | 1,4 | 1,1 | 0,4 | 17,1 |

#### Massimi in carriera
- Massimo di punti: 44 vs Miami Heat (10 marzo 2006)[5]
- Massimo di rimbalzi: 14 (3 volte)
- Massimo di assist: 8 (13 volte)
- Massimo di palle rubate: 8 vs New Jersey Nets (15 aprile 2008)
- Massimo di stoppate: 3 (16 volte)
- Massimo di minuti giocati: 51 vs Cleveland Cavaliers (11 gennaio 2008)

## Palmarès
- McDonald's All-American Game (1999)
- Campione NCAA (2000)
- NCAA AP All-America Second Team (2001)
- NBA All-Rookie First Team (2002)
- 2 volte vincitore dello Slam Dunk Contest: 2002, 2003

## Vita privata
Richardson è padre del cestista degli Orlando Magic Jase Richardson.

## Problemi giudiziari
Il 21 dicembre 2008 viene accusato di guida in stato di ebbrezza dalla polizia della Salt River Pima–Maricopa Indian Community.
Il 15 febbraio 2009 viene arrestato nei pressi di Scottsdale (Arizona) per eccesso di velocità. Richardson viaggiava a circa 90 mph (145 km/h) su una strada con il limite di 35 mph (55 km/h). In auto con lui c'era il figlio di 3 anni, che era seduto sul sedile posteriore senza cintura di sicurezza. Richardson è stato accusato di eccesso di velocità, guida spericolata e condotta irresponsabile nei confronti di un minore. A seguito dell'arresto è stato sospeso senza stipendio per una partita dai Suns per "Condotta dannosa per la squadra". Non sono stati tuttavia avviati processi a suo carico. Il 28 agosto 2009 la NBA lo ha sospeso per le prime due partite della stagione 2009-10 a causa del suo arresto.